# دائرة تيزي
دائرة تيزي هي إحدى دوائر ولاية معسكر الجزائرية.